# Coupe du Portugal de football 2024-2025
Navigation
Coupe du Portugal 2023-2024 Coupe du Portugal 2025-2026
La Coupe du Portugal de football 2024-2025 ou Taça de Portugal 2024-2025 en portugais, est la 85e édition de la Coupe du Portugal de football.
La compétition débute avec les matches du premier tour le 8 septembre 2024 et se termine avec la finale le 25 mai 2025 au Stade national du Jamor à Oeiras.
Le vainqueur se qualifie pour la phase de ligue de la Ligue Europa 2025-2026.

## Format
Au total, 147 équipes s'affronteront dans la Coupe du Portugal 2024-2025 : 

- 18 équipes de Liga Portugal Betclic
- 16 équipes de Liga Portugal 2 Meu Super
- 18 équipes de Liga 3
- 52 équipes du Campeonato de Portugal
- 43 équipes des Ligues de districts de football du Portugal

Note : les équipes "B" ne participent pas à la Coupe du Portugal.
| Tour                       | Clubs restants | Clubs impliqués | Vainqueur du tour précédent | Nouvelles entrées dans ce tour | Ligues entrantes dans ce tour                                                                                            |
| -------------------------- | -------------- | --------------- | --------------------------- | ------------------------------ | --- |
| Premier Tour               | 147            | 74+39           | aucun                       | 113                            | Liga 3 (3e) : 18 clubs Campeonato de Portugal (4e) : 52 clubs Ligues de districts de football du Portugal (5e): 43 clubs |
| Deuxième Tour              | 110            | 92              | 37+39                       | 16                             | Liga Portugal 2 Meu Super (2e) : 16 clubs                                                                                |
| Trente-deuxièmes de finale | 64             | 64              | 46                          | 18                             | Liga Portugal Betclic (1re) : 18 clubs                                                                                   |
| Seizièmes de finale        | 32             | 32              | 32                          | aucun                          | aucun |
| Huitièmes de finale        | 16             | 16              | 16                          | aucun                          | aucun |
| Quarts de finale           | 8              | 8               | 8                           | aucun                          | aucun |
| Demi-finales               | 4              | 4               | 4                           | aucun                          | aucun |
| Finale                     | 2              | 2               | 2                           | aucun                          | aucun |

## Équipes
| - FC Arouca - AVS Futebol SAD - SL Benfica - Boavista FC - SC Braga - Casa Pia AC - GD Estoril-Praia - CF Estrela da Amadora - FC Famalicão | - SC Farense - Gil Vicente FC - Moreirense FC - CD Nacional - FC Porto - Rio Ave FC - CD Santa Clara - Sporting CP - Vitória SC |

| - Académico Viseu FC - FC Alverca - GD Chaves - CD Feirense - FC Felgueiras - Leixões SC - CD Mafra - CS Marítimo | - UD Oliveirense - FC Paços de Ferreira - FC Penafiel - Portimonense SC - CD Tondela - SC União Torreense - UD Leiria - FC Vizela |

| \| Groupe A - AD Sanjoanense - Amarante FC - Anadia FC - AD Fafe - Lusitânia de Lourosa - Länk FC Vilaverdense - SC São João de Ver - CD Trofense - Varzim SC \| Groupe B - SU 1º Dezembro - Académica de Coimbra - Atlético CP - CF Os Belenenses - Caldas SC - Oliveira do Hospital - SC Lusitânia - SC Covilhã - União Santarém \| | |
| Groupe A - AD Sanjoanense - Amarante FC - Anadia FC - AD Fafe - Lusitânia de Lourosa - Länk FC Vilaverdense - SC São João de Ver - CD Trofense - Varzim SC | Groupe B - SU 1º Dezembro - Académica de Coimbra - Atlético CP - CF Os Belenenses - Caldas SC - Oliveira do Hospital - SC Lusitânia - SC Covilhã - União Santarém |

### Campeonato de Portugal
| Série A - Atlético dos Arcos - GD Bragança - Brito SC - Dumiense FC - GD Joane - AD Os Limianos - Os Sandinenses - Pevidém SC - Rebordosa AC - FC Tirsense - USC Paredes - SC Vianense - SC Vila Real | Série B - AD Marco 09 - FC Alpendorada - SC Beira-Mar - AD Camacha - CD Cinfães - Gondomar SC - Guarda FC - Leça FC - AD Machico - SC Coimbrões - SC Régua - SC Salgueiros - União Lamas | Série C - CD Alcains - Sport Arronches e Benfica - Sport Benfica e Castelo Branco - CD Fátima - CF Os Marialvas - AC Marinhense - Mortágua FC - O Elvas CAD - GD Peniche - CA Pêro Pinheiro - Sertanense FC - SC Pombal - União 1919 | Série D - Amora FC - FC Barreirense - UF Comércio e Indústria - Estrela FC - GD Fabril Barreiro - GD Lagoa - Louletano DC - Lusitano Évora - LGC Moncarapachense - Moura AC - Operário Lagoa - FC Serpa - SU Sintrense |

### Ligues de districts de football du Portugal
| Algarve AF - FC Ferreiras - CF Esperança de Lagos Angra do Heroísmo AF - GD Velense Aveiro AF - AD Ovarense - CD Estarreja Beja AF - FC Castrense - CD Praia Milfontes Braga AF - GD Lagense - SC Maria da Fonte - Vieira SC Bragança AF - CA Macedo de Cavaleiros - FC Vinhais | Castelo Branco AF - CA Fundão - ADRC Pedrógão Coimbra AF - Académica SF - UD Tocha Évora AF - GD Portel - Sp. Viana Guarda AF - CCDR Vila Cortez - Ginásio Figueirense Horta AF - CD Lajense - FC Madalena | Leiria AF - ID Vieirense - União da Serra Lisbon AF - SG Sacavenense - Clube Futebol Benfica Madeira AF - Juventude de Gaula Ponta Delgada AF - CD Rabo de Peixe - CF Os Gavionenses - GD São Roque Portalegre AF - Eléctrico FC Porto AF - Aliança FC Gandra - FC Maia Lidador | Santarém AF - SC Ferreira do Zêzere - Sport Abrantes e Benfica Setúbal AF - Olímpico Montijo - GD O Grandolense Viana do Castelo AF - Desportivo de Monção - SU Cardielense Vila Real AF - GD Valpaços - Juv. de Pedras Salgadas Viseu AF - GD Oliveira de Frades - GD Resende |

## Premier Tour
Le premier tour est constitué de 74 clubs.
 Les 37 vainqueurs des rencontres qui ont lieu entre le 7 et 15 septembre 2024, sont qualifiés pour le deuxième tour.
| Résultats : Premier tour de la Coupe du Portugal 2024-2025. |

## Deuxième Tour
Entrée en lice des 16 clubs de Liga Portugal 2 Meu Super.
Les 46 vainqueurs des rencontres qui ont lieu entre le 20 et 22 septembre 2024, sont qualifiés pour le troisième tour.
| Liga Portugal Betclic | Liga Portugal 2 SABSEG | Liga 3 | Campeonato de Portugal | Ligues de districts | Total  |
| --------------------- | ---------------------- | ------ | ---------------------- | ------------------- | ------ |
| Non entrée            | 16/16                  | 17/18  | 44/52                  | 15/43               | 92/147 |

| Résultats : Deuxième tour de la Coupe du Portugal 2024-2025. |

## Troisième tour
Entrée en lice des 18 clubs de Liga Portugal Betclic. Le tirage au sort est effectué le 25 septembre 2024 na Cidade do Futebol à Lisbonne.

Les 32 vainqueurs des rencontres qui ont lieu entre le 18 et 21 octobre 2024, sont qualifiés pour les seizièmes de finale.
| Liga Portugal Betclic | Liga Portugal 2 SABSEG | Liga 3 | Campeonato de Portugal | Ligues de districts | Total  |
| --------------------- | ---------------------- | ------ | ---------------------- | ------------------- | ------ |
| 18/18                 | 9/16                   | 14/18  | 21/52                  | 2/43                | 64/147 |

| Date            | Locaux                     | Score           | Visiteurs                  |
| --------------- | -------------------------- | --------------- | -------------------------- |
| 18 octobre 2024 | Portimonense SC (LP2)      | 1 - 2           | Sporting CP (LP)           |
| 19 octobre 2024 | CF Os Belenenses (L3)      | 0 - 2           | Gil Vicente FC (LP)        |
| 19 octobre 2024 | Atlético CP (L3)           | 1 - 3 ap        | Rio Ave FC (LP)            |
| 19 octobre 2024 | Amora FC (CP)              | 0 - 5           | Casa Pia AC (LP)           |
| 19 octobre 2024 | Gondomar SC (CP)           | 0 - 1           | CD Santa Clara (LP)        |
| 19 octobre 2024 | União Santarém (L3)        | 1 - 2           | Moreirense FC (LP)         |
| 19 octobre 2024 | Amarante FC (L3)           | 6 - 1           | CD Lajense (LD)            |
| 19 octobre 2024 | Caldas SC (L3)             | 1 - 2           | FC Tirsense (CP)           |
| 19 octobre 2024 | Oliveira do Hospital (L3)  | 1 - 0           | CD Mafra (LP2)             |
| 19 octobre 2024 | FC Paços de Ferreira (LP2) | 1 - 3           | Vitória SC (LP)            |
| 19 octobre 2024 | Anadia FC (L3)             | 1 - 3 ap        | CF Estrela da Amadora (LP) |
| 19 octobre 2024 | SU 1º Dezembro (L3)        | 1 - 2           | SC Braga (LP)              |
| 19 octobre 2024 | Pevidém SC (CP)            | 0 - 2           | SL Benfica (LP)            |
| 20 octobre 2024 | AD Sanjoanense (L3)        | 2 - 4           | SC Farense (LP)            |
| 20 octobre 2024 | CF Os Marialvas (CP)       | 1 - 2           | Rebordosa AC (CP)          |
| 20 octobre 2024 | SC Covilhã (L3)            | 3 - 2           | LGC Moncarapachense (CP)   |
| 20 octobre 2024 | Lusitano Évora (CP)        | 0 - 0 4 - 3 tab | GD Estoril-Praia (LP)      |
| 20 octobre 2024 | FC Alpendorada (CP)        | 1 - 2 ap        | CD Cinfães (CP)            |
| 20 octobre 2024 | O Elvas CAD (CP)           | 3 - 2 ap        | SC União Torreense (LP2)   |
| 20 octobre 2024 | UD Leiria (LP2)            | 2 - 1           | CD Nacional (LP)           |
| 20 octobre 2024 | Leixões SC (LP2)           | 2 - 1           | CD Alcains (CP)            |
| 20 octobre 2024 | SC São João de Ver (L3)    | 4 - 1           | USC Paredes (CP)           |
| 20 octobre 2024 | GD Lagoa (CP)              | 0 - 2           | FC Famalicão (LP)          |
| 20 octobre 2024 | Brito SC (CP)              | 1 - 0           | Moura AC (CP)              |
| 20 octobre 2024 | SC Maria da Fonte (LD)     | 0 - 5           | FC Arouca (LP)             |
| 20 octobre 2024 | SC Vila Real (CP)          | 2 - 0           | Atlético dos Arcos (CP)    |
| 20 octobre 2024 | FC Alverca (LP2)           | 3 - 0           | CA Pêro Pinheiro (CP)      |
| 20 octobre 2024 | GD Chaves (LP2)            | 2 - 0           | Lusitânia de Lourosa (L3)  |
| 20 octobre 2024 | Os Sandinenses (CP)        | 0 - 2           | AVS Futebol SAD (LP)       |
| 20 octobre 2024 | SU Sintrense (CP)          | 0 - 3           | FC Porto (LP)              |
| 20 octobre 2024 | Varzim SC (L3)             | 1 - 0           | Boavista FC (LP)           |
| 21 octobre 2024 | FC Penafiel (LP2)          | 2 - 3           | SC Lusitânia (L3)          |

Légende : (LP) = Liga Portugal, (LP2) = Liga Portugal 2, (L3) = Liga3

Légende : (CP) = Campeonato de Portugal, (LD) = Ligues de districts

## Seizièmes de finale
Le tirage au sort est effectué le 23 octobre 2024 na Cidade do Futebol à Lisbonne.

Les 16 vainqueurs des rencontres qui ont lieu entre le 22 et 24 novembre 2024, sont qualifiés pour les huitièmes de finale.
| Liga Portugal Bwin | Liga Portugal 2 SABSEG | Liga 3 | Campeonato de Portugal | Ligues de districts | Total  |
| ------------------ | ---------------------- | ------ | ---------------------- | ------------------- | ------ |
| 15/18              | 4/16                   | 6/18   | 7/52                   | 0/43                | 32/147 |

| Date             | Locaux                    | Score           | Visiteurs                  |
| ---------------- | ------------------------- | --------------- | -------------------------- |
| 22 novembre 2024 | Sporting CP (LP)          | 6 - 0           | Amarante FC (L3)           |
| 23 novembre 2024 | SC Lusitânia (L3)         | 0 - 2           | SC São João de Ver (L3)    |
| 23 novembre 2024 | FC Alverca (LP2)          | 2 - 2 2 - 4 tab | Rio Ave FC (LP)            |
| 23 novembre 2024 | Lusitano Évora (CP)       | 3 - 2           | AVS Futebol SAD (LP)       |
| 23 novembre 2024 | FC Arouca (LP)            | 1 - 2           | SC Farense (LP)            |
| 23 novembre 2024 | Vitória SC (LP)           | 2 - 0           | UD Leiria (LP2)            |
| 23 novembre 2024 | Leixões SC (LP2)          | 0 - 2           | SC Braga (LP)              |
| 23 novembre 2024 | Casa Pia AC (LP)          | 3 - 0           | GD Chaves (LP2)            |
| 23 novembre 2024 | SL Benfica (LP)           | 7 - 0           | CF Estrela da Amadora (LP) |
| 24 novembre 2024 | FC Tirsense (CP)          | 1 - 0           | Brito SC (CP)              |
| 24 novembre 2024 | SC Vila Real (CP)         | 0 - 2           | Gil Vicente FC (LP)        |
| 24 novembre 2024 | SC Covilhã (L3)           | 2 - 3           | Rebordosa AC (CP)          |
| 24 novembre 2024 | Oliveira do Hospital (L3) | 4 - 2           | CD Cinfães (CP)            |
| 24 novembre 2024 | FC Famalicão (LP)         | 0 - 1           | CD Santa Clara (LP)        |
| 24 novembre 2024 | Moreirense FC (LP)        | 2 - 1           | FC Porto (LP)              |
| 24 novembre 2024 | Varzim SC (L3)            | 1 - 2           | O Elvas CAD (CP)           |

Légende : (LP) = Liga Portugal, (LP2) = Liga Portugal 2, (L3) = Liga3

Légende : (CP) = Campeonato de Portugal 

## Huitièmes de finale
Le tirage au sort est effectué en novembre 2024 na Cidade do Futebol à Lisbonne.

Les 8 vainqueurs des rencontres qui ont lieu entre le 18 décembre 2024 et le 15 janvier 2025, sont qualifiés pour les quarts de finale.
| Liga Portugal Bwin | Liga Portugal 2 SABSEG | Liga 3 | Campeonato de Portugal | Ligues de districts | Total  |
| ------------------ | ---------------------- | ------ | ---------------------- | ------------------- | ------ |
| 10/18              | 0/16                   | 2/18   | 4/52                   | 0/43                | 16/147 |

| Date             | Locaux                    | Score    | Visiteurs               |
| ---------------- | ------------------------- | -------- | ----------------------- |
| 18 décembre 2024 | Sporting CP (LP)          | 2 - 1 ap | CD Santa Clara (LP)     |
| 21 décembre 2024 | FC Tirsense (CP)          | 1 - 0    | Rebordosa AC (CP)       |
| 21 décembre 2024 | Oliveira do Hospital (L3) | 1 - 3    | SC São João de Ver (L3) |
| 12 janvier 2025  | O Elvas CAD (CP)          | 2 - 1    | Vitória SC (LP)         |
| 12 janvier 2025  | Casa Pia AC (LP)          | 1 - 3    | Rio Ave FC (LP)         |
| 12 janvier 2025  | Gil Vicente FC (LP)       | 1 - 0    | Moreirense FC (LP)      |
| 14 janvier 2025  | SC Farense (LP)           | 1 - 3    | SL Benfica (LP)         |
| 15 janvier 2025  | SC Braga (LP)             | 2 - 1    | Lusitano Évora (CP)     |

Légende : (LP) = Liga Portugal, (L3) = Liga3, (CP) = Campeonato de Portugal

## Quarts de finale
Le tirage au sort est effectué le 9 janvier 2025 na Cidade do Futebol à Lisbonne.

Les 4 vainqueurs des rencontres qui ont lieu entre le 6 et 27 février 2025, sont qualifiés pour les demi-finales.
| Liga Portugal Bwin | Liga Portugal 2 SABSEG | Liga 3 | Campeonato de Portugal | Ligues de districts | Total |
| ------------------ | ---------------------- | ------ | ---------------------- | ------------------- | ----- |
| 5/18               | 0/16                   | 1/18   | 2/52                   | 0/43                | 8/147 |

| Date            | Locaux              | Score | Visiteurs               |
| --------------- | ------------------- | ----- | ----------------------- |
| 6 février 2025  | Rio Ave FC (LP)     | 2 - 1 | SC São João de Ver (L3) |
| 25 février 2025 | O Elvas CAD (CP)    | 0 - 2 | FC Tirsense (CP)        |
| 26 février 2025 | SL Benfica (LP)     | 1 - 0 | SC Braga (LP)           |
| 27 février 2025 | Gil Vicente FC (LP) | 0 - 1 | Sporting CP (LP)        |

Légende : (LP) = Liga Portugal, (L3) = Liga3, (CP) = Campeonato de Portugal

## Demi-finales
| Liga Portugal Bwin | Liga Portugal 2 SABSEG | Liga 3 | Campeonato de Portugal | Ligues de districts | Total |
| ------------------ | ---------------------- | ------ | ---------------------- | ------------------- | ----- |
| 3/18               | 0/16                   | 0/18   | 1/52                   | 0/43                | 4/147 |

Les matchs aller se déroulent, le 3 avril et le 9 avril. Les matchs retour se déroulent, le 22 avril et le 23 avril.
| Équipe           | Aller | Total | Retour | Équipe          |
| ---------------- | ----- | ----- | ------ | --------------- |
| FC Tirsense (CP) | 0 - 5 | 0 - 9 | 0 - 4  | SL Benfica (LP) |
| Sporting CP (LP) | 2 - 0 | 4 - 1 | 2 - 1  | Rio Ave FC (LP) |

Légende : (LP) = Liga Portugal, (CP) = Campeonato de Portugal

| Match aller  | FC Tirsense | 0 - 5   | SL Benfica                                                                 | Estádio Cidade de Barcelos, Barcelos |  |
| 9 avril 2025 |             | (0 - 2) | 16e (csc) Pedro · 12e Rego · 67e Prestianni · 72e Cabral · 84e Schjelderup |                                      |  |
| 9 avril 2025 | Rapport     |         |                                                                            |                                      |  |

| Match retour  | SL Benfica                                               | 4 - 0   | FC Tirsense | Estádio da Luz, Lisbonne |  |
| 23 avril 2025 | Silva 45+3e · Bajrami 75e · Belotti 78e · Barreiro 90+1e | (1 - 0) |             |                          |  |
| 23 avril 2025 | Rapport                                                  |         |             |                          |  |

| Match aller  | Sporting CP                        | 2 - 0   | Rio Ave FC | Estádio José Alvalade XXI, Lisbonne |  |
| 3 avril 2025 | Catamo 12e · Gyökeres 45+1e (pen.) | (2 - 0) |            |                                     |  |
| 3 avril 2025 | Rapport                            |         |            |                                     |  |

| Match retour  | Rio Ave FC | 1 - 2   | Sporting CP               | Estádio Capital do Móvel, Paços de Ferreira |  |
| 22 avril 2025 | André 66e  | (0 - 1) | 11e Inácio · 50e Gyökeres |                                             |  |
| 22 avril 2025 | Rapport    |         |                           |                                             |  |

Légende : (LP) = Liga Portugal, (CP) = Campeonato de Portugal

## Finale
| Finale            | SL Benfica | 1 - 3 ap              | Sporting CP                                          | Stade national du Jamor, Oeiras           |                                           |
| 25 mai 2025 18h15 | Kökçü 47e  | (0 - 0, 1 - 1, 1 - 2) | 90+11e (pen.) Gyökeres · 99e Harder · 120+1e Trincão | Diffuseur : RTP1 Arbitrage : Luís Godinho | Diffuseur : RTP1 Arbitrage : Luís Godinho |
| 25 mai 2025 18h15 | Rapport    |                       |                                                      | Diffuseur : RTP1 Arbitrage : Luís Godinho | Diffuseur : RTP1 Arbitrage : Luís Godinho |